# Crivitz
Crivitz ist eine Landstadt im Landkreis Ludwigslust-Parchim in Mecklenburg-Vorpommern (Deutschland). Sie ist Verwaltungssitz des Amtes Crivitz, dem weitere 16 Gemeinden angehören. Der Ort ist ein Grundzentrum.

## Geografie

### Lage und Umgebung
Crivitz liegt rund 20 Kilometer östlich von Schwerin und rund 21 Kilometer nordwestlich von Parchim.
Größere Flächen im Stadtgebiet sind bewaldet, so liegt im Süden das Waldgebiet Bürgerholz mit dem Militzsee, im Westen das Waldgebiet Forst Gädebehn und im Osten das Eichholz. Im Eichholz befindet sich auch der höchste Punkt des Stadtgebiets mit über 87,8 m ü. NHN.
Im Norden durchfließt die Warnow das Stadtgebiet. Crivitz selbst liegt am kleinen gleichnamigen Crivitzer See. Im Norden grenzt das Stadtgebiet an den Barniner See und an die Warnow. Durch das Stadtgebiet fließt der Amtsgraben, der vom Militzsee über den Crivitzer See in den Barniner See führt.

### Stadtgliederung
Crivitz besteht aus folgenden Ortsteilen:
|                                     |                               |                                  |
| - Augustenhof - Badegow - Basthorst | - Crivitz - Gädebehn - Kladow | - Muchelwitz - Radepohl - Wessin |

## Geschichte

### Vorgeschichte

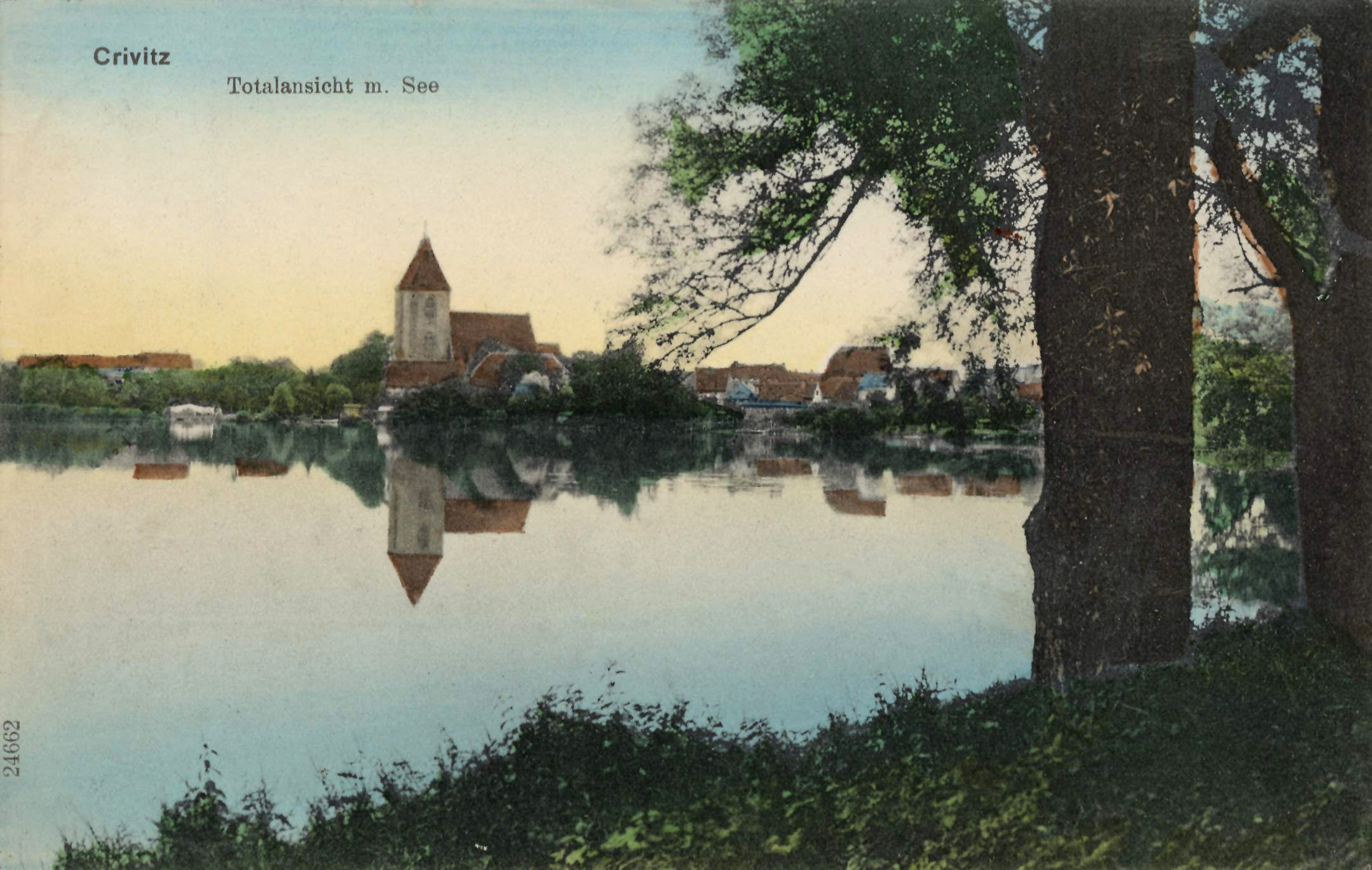
Stadtansicht mit See (Postkarte von 1913)

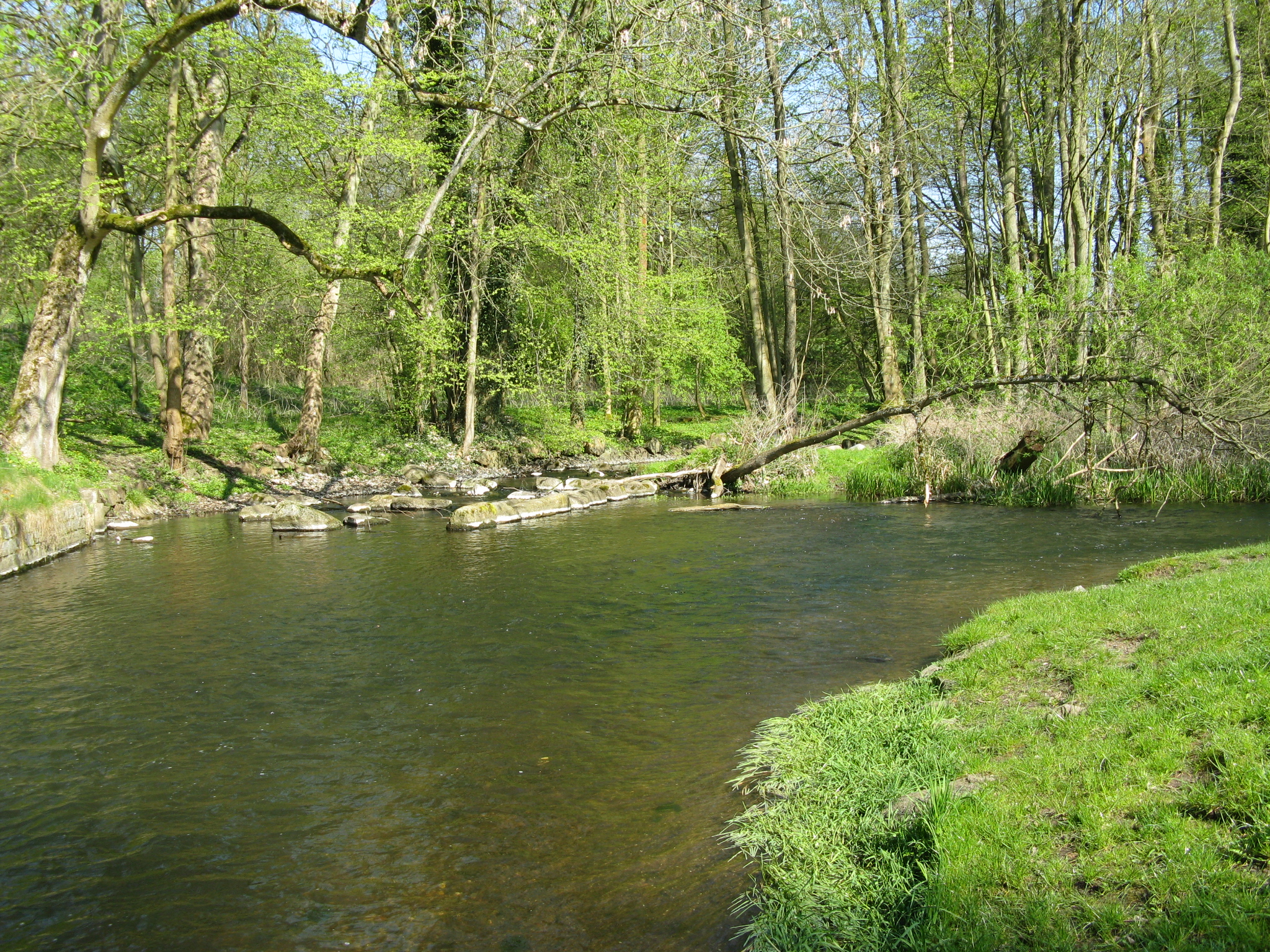
Die Warnow bei Gädebehn

Crivitz gründet sich auf einen um wenige Meter erhöhtem Sporn südlich der Frankfurter Randlage, die beim Rückzug des Gletschereises vor etwa 22.000 Jahren entstand. Dieser Sporn aus eiszeitlichen Ablagerungen ragte in eine Schmelzwasserrinne, die Barniner See, Crivitzer See, Militzsee und Settiner See miteinander verband.
Für die Besiedlung der Stadt waren See und Spornlage entscheidenden naturräumlichen Voraussetzungen. Vor rund 10.000 Jahren bewohnten die ersten Ansiedler eine vom Wasser im Westen und Süden umflossene, langgekrümmte Halbinsel, deren Grundgestalt sich in etwa mit der 40-m-Höhenlinie abzeichnet. Im 10. Jh. n. Chr. zeigen benachbarte Seen einen Niedrigwasserstand um 2,5 m unter dem heutigen Niveau. Spätestens in dieser Phase war „Crivitz“ vermutlich auch vom Süden her, eventuell über Plankenwege oder über eine Brücke, zugänglich und blieb dennoch ein relativ gut geschützter und leicht zu verteidigender Ort.
Es wurden seit um 1840 etwa 70 archäologische Fundplätze in der Gemarkung Crivitz entdeckt. Vom Spätpaläolithikum bis in die Neuzeit sind Funde im Erdboden entdeckt worden u. a. die Goldfunde des 2013 geborgenen Grabkomplexes aus der Bronzezeit. Die meisten Funde befinden sich im Schloss Wiligrad im Depot der Landesarchäologie.

### Name
Der Name Crivitz kommt aus dem Slawischen und bedeutet nach der altpolabischen Form Krivica so viel wie krumm oder gekrümmt; also Crivitz ist der „Ort an der Krümmung“. Möglicherweise ist damit die Lage der Stadt auf der Halbinsel (Seekrümmung) am Crivitzer See gemeint, oder vielleicht nur die gekrümmte damalige Straßenstruktur. Um 1273 wurde der Ortsname Kriwitz oder Kriwicz und im Stadtsiegel von 1329 Criwisc geschrieben.

### Mittelalter und Neuzeit bis 1918
Schon früh befand sich auf der Halbinsel eine slawische Burg aus der zweiten Hälfte des 12. Jahrhunderts. Das Crivitzer Krankenhaus befindet sich auf einem weiteren Burgwall. Hier befand sich vermutlich eine Burg oder ein Schloss, aus welchem das spätere Amtsgebäude entstand. Ein Teil dieses Amtsgebäudes ist noch als Bestandteil des heutigen Krankenhauses erhalten. Die Stadt wurde wahrscheinlich 1251 von den Grafen von Schwerin um die damals vorhandene Burg gegründet. Erstmals urkundlich erwähnt wurde die Stadt 1302.  1357 fiel Crivitz an die Herzöge von Mecklenburg. Crivitz entwickelte sich zu einer typischen Landstadt in Mecklenburg und war als solche bis 1918 als Teil der Städte des Mecklenburgischen Kreises auf Landtagen vertreten.
Die Reformation wurde an der Stadtkirche Crivitz erst 1561 mit dem Pfarrer Michael Bramburg eingeführt. Bis dahin hatte die katholisch bleibende Stadtherrin Herzogin Anna († 1567), Mutter des Herzogs Johann Albrecht I. dies hier und in Lübz verzögert, bevor ihr Sohn durchgriff.
1660 brannten beim großen Brand am nördlichen Rand der Stadt 66 Wohnhäuser und das Schwerinsche Tor ab und 1688 am südöstlichen Rand u. a. das Mühlentor.
Der große Stadtbrand vom September 1704 zerstörte etwa 100 Wohnhäuser, das Rathaus und die Schulen. Bei diesem Brand wurden auch die meisten Unterlagen und Besitznachweise vernichtet. Im 1712 angelegten Stadt Crivitz Protocoll-Buch wurden 1721 alle Häuser, Gärten, Äcker, Wiesen und Scheunen und deren Besitzer verzeichnet.
Im Großen Nordischen Krieg (1700–1721) war Crivitz stark betroffen. Am 19. Dezember 1712 hielt sich der russische Zar Peter der Große mit einer Armee von 24.000 Soldaten in und um Crivitz auf. Sie alle mussten untergebracht und verpflegt werden. Am 28./30. Dezember hielten sich zwei Regimenter Infanterie der Chursächsischen Truppen in Crivitz auf und am 1./2. Januar 1713 wieder die russische Armee mit 7000 Mann.
1837 wurde ein erhaltener Stadtplan vom Maurermeister Christian Heese angelegt, dessen Struktur weitgehend der heutigen Bebauung der Altstadt entspricht. Der Plan zeigt, dass die beiden früher zerstörten Stadttore nach außen versetzt neu errichtet wurden.
Zwischen 1791 und 1918 gab es eine jüdische Gemeinde mit einer eigenen, bis heute erhaltenen Synagoge in der Fritz-Reuter-Straße 13. Letztere wurde verkauft und ist seitdem als Wohnhaus genutzt.

### Ab 1918
In Crivitz erschien zumeist monatlich von 1933 bis 1938 das Heimatblatt Mein Mecklenburg.
1935 erklärte der NS-Bürgermeister Otto Boueke Crivitz als erste Stadt des Landes Mecklenburg für „judenfrei“. Es gab jedoch in der Parchimer Straße noch das  Kaufhaus Jacobson-Löwenstein von 1911.  Dort wurden in der Pogromnacht am 9. November 1938 die Scheiben zerschlagen, der jüdische Friedhof (Trammer Str. 1) verwüstet. Das Kaufhaus wurde unter Druck „arisiert“; das Ehepaar konnte nicht ausreisen und wurde 1941 deportiert. Seit 2011 erinnern Stolpersteine an die ehemaligen jüdischen Einwohner.
Während des Zweiten Weltkrieges wurde auf dem Gelände des Friedhofs der jüdischen Gemeinde am Trammer Weg ein Barackenlager für sowjetische Kriegsgefangene errichtet, die Zwangsarbeit verrichten mussten. Auch hat es im Ort polnische Zwangsarbeiter gegeben. Mindestens 31 Inhaftierte starben. Gegen Ende des Krieges wurden Häftlinge des KZ Sachsenhausen von SS-Mannschaften auf einem Todesmarsch durch die Umgebung von Crivitz getrieben, wobei mindestens 41 von ihnen ihr Leben verloren.
Auch in Crivitz kam es im Juni 1953 zu politischen Unruhen. So protestierten am 20. Juni eine Menge Crivitzer in einer „provokatorischen Zusammenrottung“ gegen die Diktatur der SED. Mindestens ein Crivitzer wurde verhaftet. Diese Person musste nach wenigen Tagen wieder entlassen werden, weil die „eingeleitete Untersuchung keinen Schuldbeweis erbrachte, daß erstens der Bericht der VP übertrieben war, und die von der VP angeführten Zeugen die Beschuldigungen nicht bestätigten.“
In der DDR-Zeit errichtete das Ministerium für Staatssicherheit (MfS) an der heutigen B 321  eine Kommandozentrale als Ausweichführungsstelle der Bezirksverwaltung Schwerin. Das Objekt Waldschlößchen beherbergte Schießstände, unterirdische Bunkeranlagen, ein Waffenlager und eine abgesetzte Sendestelle. Im Sommer 1984 übernahm der emeritierte Bischof Heinrich Rathke die Pfarrstelle. Bereits vor seinem Umzug verwanzte das Ministerium für Staatssicherheit das Haus und staatliche Stellen legten Operativ-Pläne zur Eindämmung seines oft oppositionellen Wirkens an.
Im Zuge der Wende wurde die Politische Bürgerinitiative Crivitz gegründet, die durch Mahnwachen Anfang Januar 1990 die Übergabe des Objektes an die Nationale Volksarmee erreichte. In dieser Zeit gab es auch in Crivitz Friedensgebete in der Kirche und Demonstrationen mit bis zu 600 Teilnehmern.
Von 1952 bis 1994 gehörte Crivitz zum Kreis Schwerin-Land (bis 1990 im DDR-Bezirk Schwerin, 1990–1994 im Land Mecklenburg-Vorpommern). 1994 wurde die Stadt in den Landkreis Parchim eingegliedert, der 2011 mit dem Landkreis Ludwigslust zum Landkreis Ludwigslust-Parchim zusammengelegt wurde.
Am 1. Januar 2014 fusionierten die Ämter Banzkow, Crivitz und Ostufer Schweriner See zum jetzigen Amt Crivitz. Crivitz ist Amtssitz.
Nach der deutschen Wiedervereinigung wurde ab 1991 der historische Stadtkern mit Hilfe der Städtebauförderung grundlegend saniert.

### Geschichte der Ortsteile

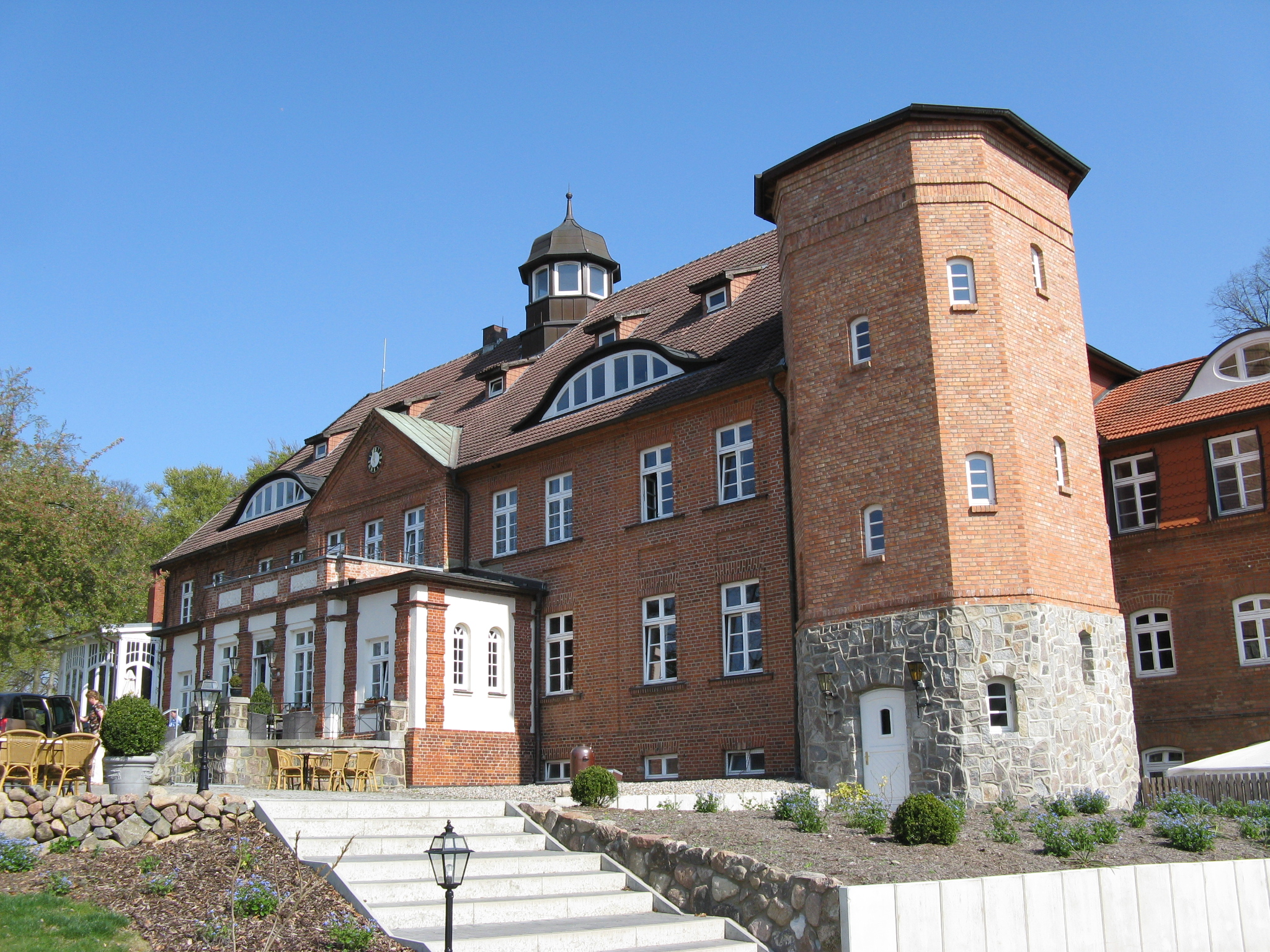
Herrenhaus Basthorst

Basthorst: Das Gut war im 19. Jahrhundert im Besitz der Familie von Schack. Das Gutshaus entstand 1824 und wurde um 1910 erheblich neobarock überformt. Nach 1945 war hier die Betriebsakademie des Gesundheitswesens des Bezirkes Schwerin. Seit 1994 befindet sich hier ein Hotel- und Restaurantbetrieb.
Radepohl: Das Gut war im Besitz der Familien Ritter von Mallin (1337), Elderhorst zu Bissendorf (18. Jh.), evtl. von Stralendorff und Georg Froriep (bis 1945). Das ruinöse Gutshaus soll im Kern aus dem 17. Jahrhundert stammen.
Wessin gehörte seit 1230 zum Land Warnow. Die Wehrkirche Wessin vom Ende des 13. Jahrhunderts wurde erstmals 1391 genannt. Der Ort war u. a. Besitz der Familien von Restorff (14. bis 17. Jahrhundert), von Wenkstern (ab 1670), von Sperling (ab 1688), von Passow (ab 1723) und von Barner (ab um 1800).

### Eingemeindungen
Seit dem 1. Januar 2003 gehört die vormals selbständige Gemeinde Gädebehn zur Stadt Crivitz. Am 1. Januar 2011 wurde die bis dahin selbstständige Gemeinde Wessin mit den Ortsteilen Badegow und Radepohl nach Crivitz eingemeindet.

## Bevölkerung
| Jahr | Einwohner |
| ---- | --------- |
| 1990 | 4528      |
| 1995 | 4392      |
| 2000 | 4681      |
| 2005 | 4871      |
| 2010 | 4672      |
| 2015 | 4887      |

| Jahr | Einwohner |
| ---- | --------- |
| 2020 | 4780      |
| 2021 | 4770      |
| 2022 | 4778      |
| 2023 | 4760      |

 Stand: 31. Dezember des jeweiligen Jahres

## Religion
Die historische Stadtkirche von Crivitz ist das Zentrum der evangelisch-lutherischen Kirchengemeinde. Eine Evangelisch-Freikirchliche Gemeinde, die von ihrer Tradition her der Brüderbewegung zuzurechnen ist, besitzt ebenfalls ein Gemeindezentrum in Crivitz. Zu ihr gehört auch das Seniorenwohnheim Elim. Die römisch-katholische Kirchengemeinde feiert ihre Gottesdienste in einer Hinterhofkirche, die in den 1970er Jahren durch den Umbau eines Stallgebäudes entstand.

## Politik

### Stadtvertretung
Die Stadtvertretung von Crivitz besteht aus 16 Mitgliedern. Die Kommunalwahl am 9. Juni 2024 führte bei einer Wahlbeteiligung von 67,3 % zu folgendem Ergebnis:
| Partei / Wählergruppe              | Stimmenanteil 2019 | Sitze 2019 |  | Stimmenanteil 2024 | Sitze 2024 |
| ---------------------------------- | ------------------ | ---------- |  | ------------------ | ---------- |
| Crivitzer Wählergemeinschaft (CWG) | 53,9 %             | 9          |  | 42,0 %             | 7          |
| AfD                                | –                  | –          |  | 21,3 %             | 3          |
| Bündnis für Crivitz                | –                  | –          |  | 18,8 %             | 3          |
| CDU                                | 28,8 %             | 5          |  | 17,9 %             | 3          |
| Einzelbewerber Hans-Jürgen Heine   | 07,4 %             | 1          |  | –                  | –          |
| Die Linke                          | 05,4 %             | 1          |  | –                  | –          |
| Bündnis 90/Die Grünen              | 02,6 %             | –          |  | –                  | –          |
| SPD                                | 02,0 %             | –          |  | –                  | –          |
| Insgesamt                          | 100 %              | 16         |  | 100 %              | 16         |

### Ortsteilvertretungen
Für die Ortsteile Gädebehn, Kladow, Basthorst, Augustenhof und Muchelwitz wird die Ortsteilvertretung Gädebehngewählt. Sie besteht aus fünf Mitgliedern (je Ortsteil ein Vertreter).
Für die Ortsteile Wessin, Badegow und Radepohl wird die Ortsteilvertretung Wessin gewählt. Sie besteht aus fünf Mitgliedern, je einem Vertreter der Ortsteile Badegow und Radepohl und drei Vertretern des Ortsteils Wessin.
Die beiden Ortsteilvertretungen haben in allen wichtigen Angelegenheiten für das Gebiet der Ortsteile ein Vorschlagsrecht, ein Informationsrecht, ein Recht zur Stellungnahme sowie einen Anspruch auf Anhörung durch die Bürgermeisterin und die Stadtvertretung.

### Bürgermeister
- seit 2014: Britta Brusch-Gamm (Crivitzer Wählergemeinschaft)

Brusch-Gamm wurde in der Bürgermeisterwahl am 26. Mai 2019 mit 75,4 % der gültigen Stimmen wiedergewählt. Am 9. Juni 2024 wurde sie mit 74,5 % der gültigen Stimmen in ihrem Amt bestätigt. Ihre Amtszeit beträgt fünf Jahre.
Ihre Stellvertreter sind Markus Eichwitz (1. Stellvertreter, Crivitzer Wählergemeinschaft) und Hartmut Paulsen (2. Stellvertreter, CDU).

### Wappen
| Wappen der Stadt Crivitz | Blasonierung: „In Silber ein roter Kleeblattbogen, darauf drei rote Kuppeltürme mit je drei Fenstern nebeneinander, der mittlere stärker und mit einem Tatzenkreuz, die äußeren mit einem Knauf; darunter ein von Rot und Gold geteilter Dreieckschild, begleitet beiderseits von einer roten Rose.“ |
| Wappen der Stadt Crivitz | Wappenbegründung: Das Wappen ist nach dem Siegelbild des S(IGILLVM) DE CRIWISZ CIVITATIS - zuerst 1322 als Abdruck überliefert - gestaltet und in der jetzigen Form im April 1858 festgelegt worden. Es soll mit den auf dem Kleeblattbogen stehenden Kuppeltürmen Crivitz als eine befestigte, wehrhafte Stadt kennzeichnen. Mit dem geteilten Schild, dem Wappenbild der Grafen zu Schwerin, wird auf die Grafen als Stadtgründer und Stadtherren verwiesen. Die Rosen sind ein Zeichen mittelalterlicher Marienverehrung. Das Wappen wurde am 10. April 1858 vom Großherzog Friedrich Franz II. von Mecklenburg-Schwerin festgelegt, 2000 neu gezeichnet und unter der Nr. 215 der Wappenrolle des Landes Mecklenburg-Vorpommern registriert. |

Historisches Wappen
| Wappen der Stadt Crivitz 1940–1945 | Blasonierung: „In Rot zwischen zwei aufgerichteten, abgewendeten, rückschauenden silbernen Lindwürmern ein durchgehender goldener Doppelhaken.“ |
| Wappen der Stadt Crivitz 1940–1945 | Wappenbegründung: Das Wappen verlor schon bald nach dem Ende des II. Weltkrieges seine Gültigkeit. Das Wappen wurde von dem Heraldiker Hans Herbert Schweitzer gestaltet und am 2. September 1940 durch den Reichsstatthalter in Mecklenburg verliehen. |

### Flagge

Flagge der Stadt Crivitz

Die Flagge wurde am 26. Februar 2001 durch das Ministerium des Innern genehmigt.
Die Flagge ist Rot - Gelb (1:1) längs gestreift. In der Mitte des Flaggentuchs liegt, auf jeweils zwei Drittel der Höhe des roten und des gelben Streifens übergreifend, das Stadtwappen. Die Höhe des Flaggentuchs verhält sich zur Länge wie 3:5.

### Dienstsiegel
Das Dienstsiegel zeigt das Wappen der Stadt mit der Umschrift STADT CRIVITZ.

### Städtepartnerschaften
- Bönningstedt in Schleswig-Holstein
- Crivitz in Wisconsin, USA
- Seaford in East Sussex, England

## Sehenswürdigkeiten

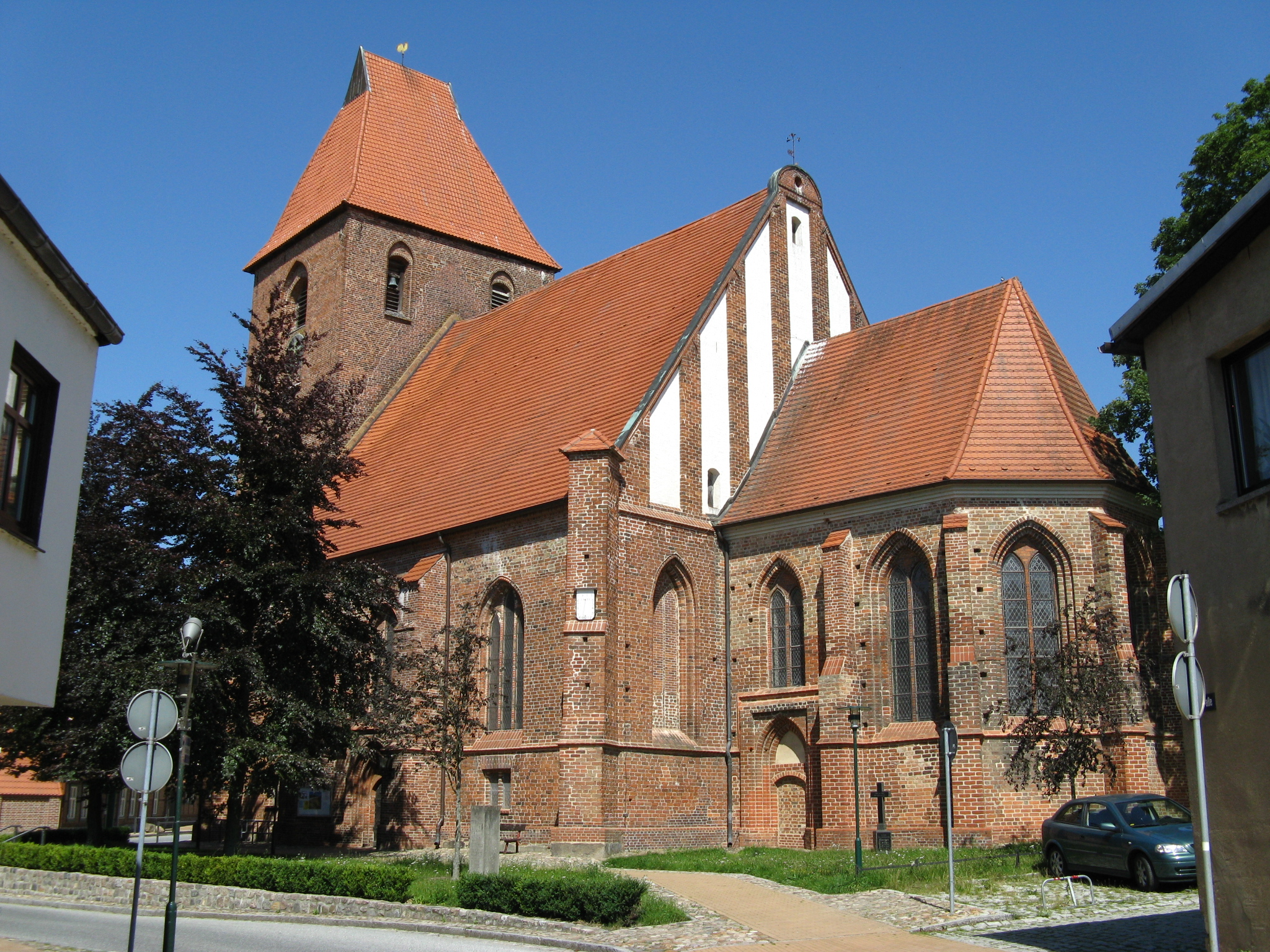
Stadtkirche

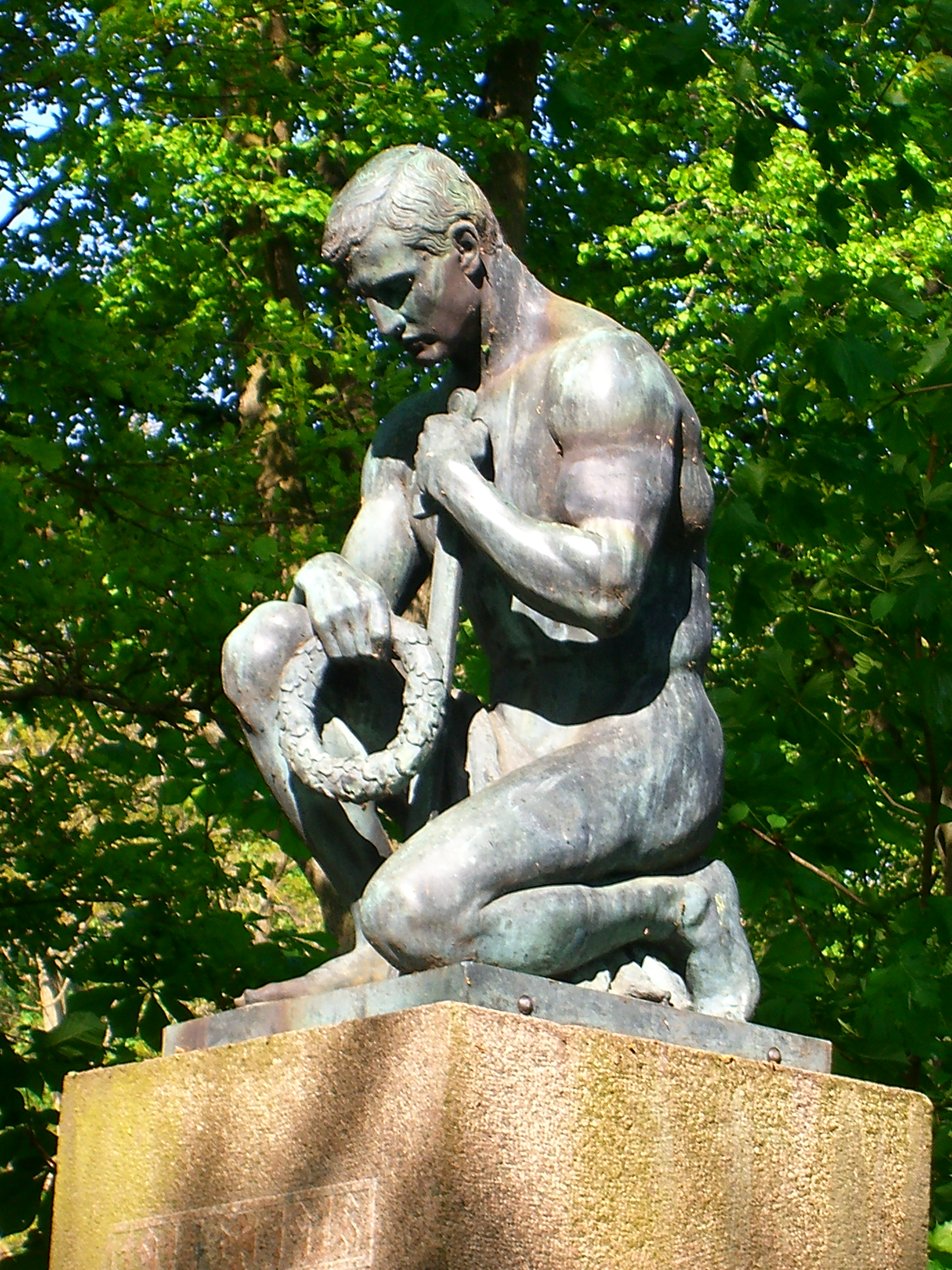
Denkmal für die Gefallenen 1914/18 von Wilhelm Wandschneider

- Stadtkirche, mittelalterliche dreischiffige Hallenkirche, spätgotischer Backsteinbau (spätes 14. Jahrhundert) mit gedrungenem Westturm
- Schloss Basthorst
- Stadtzentrum / Marktplatz
- Ehemalige Synagoge an der Fritz-Reuter-Straße 13, 1922 aufgegeben, seither als Wohnhaus genutzt
- Gymnasium am Sonnenberg, 1996 fertiggestellt, erhielt 1998 den „Architekturpreis Vormauerziegel und Klinker“ und den „Landesbaupreis Mecklenburg-Vorpommern 1998“
- Dorfkirche Wessin, backsteingotische Feldsteinkirche
- Arboretum südwestlich des Crivitzer Sees zwischen Amtsgraben und Eisenbahnlinie
- Heimatmuseum Crivitz mit permanenter Ausstellung im Bürgerhaus und im benachbarten Außengelände
- Burgwall Crivitz, Bodendenkmal
- Großsteingrab Radepohl
- Grabanlage mit Gedenkstein auf dem Friedhof für 31 Opfer der Zwangsarbeit, darunter etliche Kinder
- Grabanlage mit Gedenkstein von 1945 auf dem Friedhof für 41 Opfer des Todesmarsches vom April 1945 (1975 erneuert)
- Kapelle des Todesmarsches der Häftlinge des KZ Sachsenhausen mit einer Pietà von Wieland Schmiedel
- Gedenkstein von 1950 für die Opfer des KZ-Todesmarsches an der Weinbergstraße, 1961 durch Wieland Schmiedel erneuert
- Gedenkstein von 1950 für die Opfer der Häftlingskolonnen durch alliierte Bombenangriffe am Ortsausgang nach Schwerin, Richtung Crivitz-Ausbau, Kiesgrube, 1961 von Wieland Schmiedel erneuert
- Gedenkstein für die Opfer des Todesmarsches an der Straße Crivitz-Schwerin (Abzweigung nach Sukow)
- Gedenkstele von 1996 bei der Stadtkirche entlang der Route des Todesmarsches als eine von 52 Stelen Wieland Schmiedels
- Friedensglocke zur Erinnerung an den Atombombenabwurf auf Hiroshima und Nagasaki

## Wirtschaft und Verkehr

### Krankenhaus
Der Klinikbetreiber Mediclin übernahm 2001 die Mehrheit der Anteile an dem versorgungsnotwendigen Krankenhaus am Crivitzer See, einem Grund- und Regelversorger mit 74 Planbetten und Kliniken für Chirurgie und Orthopädie, für Innere Medizin, für Gynäkologie und Geburtshilfe, für Anästhesiologie und Intensivmedizin sowie für Radiologie.
Der Landkreis Ludwigslust-Parchim ist seit 2021 alleiniger Träger der Krankenhaus am Crivitzer See gGmbH.

### Verkehr
Durch das Stadtgebiet Crivitz verläuft die Bundesstraße B 321 zwischen Schwerin und Parchim. Sie wird als Umgehungsstraße um die eigentliche Stadt geführt. In Crivitz beginnt die B 392 nach Goldberg. Die nächstgelegene Autobahnanschlussstelle ist in etwa elf Kilometern Entfernung Schwerin-Ost an der A 14 (Wismar–Kreuz Schwerin).
Seit 1888 hat Crivitz einen Bahnhof an der Bahnstrecke Schwerin–Parchim. Er wird von der Regionalbahnlinie RB 13 (Rehna–Schwerin–Parchim) durch die Ostdeutschen Eisenbahn GmbH bedient.

## Persönlichkeiten

### Ehrenbürger
- Heinrich Rathke (1928–2024), ehemaliger Landesbischof der Evangelisch-Lutherischen Landeskirche Mecklenburgs, Pfarrer in Crivitz

### Söhne und Töchter der Stadt
- Friedrich Cleemann (1771–1825), Heimatforscher
- Ulrich von Barner (1786–1846), preußischer Generalleutnant
- Gustav Wilhelm Paul Paepke (1853–1933), Königlich-Bayerischer Musikdirektor
- Carl Laser Ladewig (1855–1926), Politiker (Freisinnige Volkspartei)
- Johannes Maybaum (1864–1932), Landesschulrat
- Ernst Krüger (1867–1926), Politiker (Deutsche Volkspartei)
- Carl Friedrich Hansen (1875–1957), Dekorationsmaler
- Wilhelm Hansen (1878–1965), Politiker (SPD)
- Hans Werner Ohse (1898–1991), Pfarrer
- Edwin Bergner (1903–1980), Direktor der Nationalen Mahn- und Gedenkstätte Buchenwald
- Kurt Dunkelmann (1906–1983), Generaldirektor der Rostocker Neptunwerft
- Ernst Lehnhardt (1924–2011), Mediziner
- Georg Ihde (* 1943), Politiker (FDP)
- Karla Mügge, geb. Roffeis (* 1958), Volleyballspielerin
- Lutz Dettmann (* 1961), Schriftsteller
- Christian Halbrock (* 1963), Historiker
- Torsten Schmitz (* 1964), Boxtrainer und ehemaliger Amateurboxer
- Ute Steppin, geb. Oldenburg (* 1965), Volleyballspielerin
- Christoph Schulze (* 1965), Politiker (SPD bzw. BVB/Freie Wähler)
- Heiko Mathias Förster (* 1966), Dirigent
- Nils Kaben (* 1967), Sportjournalist
- André Keil (* 1967), Sportjournalist
- Dirk Oldenburg (* 1967), Volleyballspieler
- Armin Kremer (* 1968), Rallyefahrer
- Daniel Cyranka (* 1969), evangelischer Theologe
- Matthias Breitkreutz (* 1971), Fußballspieler
- Ralph Ertel (* 1972), Sänger
- Andrea Loose (* 1972), Juristin und Richterin am Bundessozialgericht
- Andreas Postel (* 1972), Journalist
- Stephan Möller-Titel (* 1977), Schauspieler
- Anna Frenzel-Röhl (* 1981), Schauspielerin
- Maria Heinig (* 1981), Sängerin
- Kevin Wölbert (* 1989), Speedwayfahrer
- Janine Völker (* 1991), Volleyballspielern
- Sarah Scheurich (* 1993), Boxerin
- Tillmann Eckardt (* 1996), Schauspieler

### Mit Crivitz verbundene Persönlichkeiten
- Erwin Lademann (1923–2015), Schriftsteller, lebte in Crivitz
- Wieland Schmiedel (1942–2021), Bildhauer, lebte in Crivitz
- Eberhard Otto (1948–2023), Gründer der Immobiliengesellschaft „Otto & Zapf Wohnland“ in Crivitz
- Andreas Katz (* 1954), Politiker (Bündnis 90/Die Grünen), lebt in Crivitz
- Anne Sewcz (* 1958), Bildhauerin, lebte in Crivitz
- Winfried Wolk (* 1941), Maler und Grafiker, lebt und arbeitet in Gädebehn

## Trivia
- Eine Besonderheit ist die durch den Vorschlag des in Crivitz geborenen Wissenschaftlers Stephan Gehrke vorgenommene Benennung eines 6,1 Kilometer großen Mars-Kraters nach der Stadt. Crivitz liegt innerhalb des wesentlich größeren Kraters Gusev, in welchem 2004 der amerikanische Marsrover Spirit landete.[38]

- Im USA-Bundesstaat Wisconsin liegt die Gemeinde Crivitz, 1883 durch den aus Crivitz gebürtigen  Frederick John Bartels benannt.